# Azerbajdzjan i olympiska sommarspelen 2008
Azerbajdzjan deltog vid de olympiska sommarspelen 2008 i Peking, Kina, bestod av 39 idrottare som blivit uttagna av Azerbajdzjans olympiska kommitté.

## Medaljörer
| Medalj | Namn             | Sport     | Gren                            |
| ------ | ---------------- | --------- | ------------------------------- |
| Guld   | Elnur Məmmədli   | Judo      | Herrarnas 73 kg                 |
| Silver | Rovsjan Bajramov | Brottning | Herrarnas 55 kg grekisk-romersk |
| Silver | Vitali Rəhimov   | Brottning | Herrarnas 60 kg grekisk-romersk |
| Brons  | Şahin İmranov    | Boxning   | Herrarnas fjädervikt            |
| Brons  | Mövlud Miralijev | Judo      | Herrarnas 100 kg                |
| Brons  | Marija Stadnik   | Brottning | Damernas 48 kg fristil          |
| Brons  | Chetag Gazjumov  | Brottning | Herrarnas 96 kg fristil         |

## Boxning
- Huvudartikel: Boxning vid olympiska sommarspelen 2008

| Tävlande       | Viktklass  | Sextondelsfinal      | Åttondelsfinal         | Kvartsfinal             | Semifinal            | Final                |
| Tävlande       | Viktklass  | Motståndare Resultat | Motståndare Resultat   | Motståndare Resultat    | Motståndare Resultat | Motståndare Resultat |
| -------------- | ---------- | -------------------- | ---------------------- | ----------------------- | -------------------- | -------------------- |
| Samir Mammadov | Flugvikt   | Nhaila (MAR) W 19-4  | Jongjohor (THA) L 2-10 | Gick inte vidare        | Gick inte vidare     | Gick inte vidare     |
| Shahin Imranov | Fjädervikt | Jafarov (KAZ) W 9-5  | Izoria (GEO) W 18-9    | Torriente (CUB) W 16-14 | Djelkhir (FRA) L RET | Gick inte vidare     |

## Brottning
- Huvudartikel: Brottning vid olympiska sommarspelen 2008

Herrar
| Idrottare                  | Klass                               | Kvalomgång              | Åttondelsfinal         | Kvartsfinal           | Semifinal               | Bronsomgång Runda 1  | Bronsomgång Runda 2   | Final                            |
| Idrottare                  | Klass                               | Motståndare Resultat    | Motståndare Resultat   | Motståndare Resultat  | Motståndare Resultat    | Motståndare Resultat | Motståndare Resultat  | Motståndare Resultat             |
| -------------------------- | ----------------------------------- | ----------------------- | ---------------------- | --------------------- | ----------------------- | -------------------- | --------------------- | -------------------------------- |
| Namig Sevdimov             | Fristil, bantamvikt                 |                         | Yang (PRK) W 3-1       | Kim (KOR) W 3-1       | Cejudo (USA) L 3-1      |                      |                       | Bronsfinal Velikov (BUL) L 3-1   |
| Zelimkhan Huseynov         | Fristil, fjädervikt                 | Batirov (RUS) L 3-0     | Gick inte vidare       | Gick inte vidare      | Gick inte vidare        | Quintana (CUB) W 3-1 | Ramazanov (MKD) W 3-1 | Bronsfinal Mohammadi (IRI) L 3-1 |
| Emin Azizov                | Fristil, lättvikt                   | Sarrasin (SUI) W 3-0    | Spiridonov (KAZ) L 3-0 | Gick inte vidare      | Gick inte vidare        | Gick inte vidare     | Gick inte vidare      | Gick inte vidare                 |
| Chamsulvara Chamsulvarayev | Fristil, weltervikt                 |                         | Gaidarov (BLR) L 3-2   | Gick inte vidare      | Gick inte vidare        | Gick inte vidare     | Gick inte vidare      | Gick inte vidare                 |
| Novruz Temrezov            | Fristil, mellanvikt                 | Chagnaadorj (MGL) W 3-1 | Yazdani (IRI) W F      | Ketoev (RUS) L 3-1    | Gick inte vidare        | Gick inte vidare     | Gick inte vidare      | Gick inte vidare                 |
| Xetaq Qazyumov             | Fristil, tungvikt                   | Gucman (POL) W 3-0      | Aka Akesse (FRA) W 3-0 | Kurbanov (UZB) W 3-0  | Muradov (RUS) L 3-1     |                      |                       | Bronsfinal Tibilov (UKR) W 3-0   |
| Ali Isayev                 | Fristil, supertungvikt              |                         | Taymazov (UZB) L 3-1   | Gick inte vidare      | Gick inte vidare        | Gick inte vidare     | Rodriguez (CUB) L 5-0 | Gick inte vidare                 |
| Rovsjan Bajramov           | Grekisk-romersk stil, bantamvikt    |                         | Mohamed (EGY) W 3-0    | Hernandez (CUB) W 3-1 | Amoyan (ARM) W 3-1      |                      |                       | Mankiev (RUS) L 3-1              |
| Vitali Rəhimov             | Grekisk-romersk stil, fjädervikt    | Sheng (CHN) W 3-1       | Diaconu (ROU) W 3-1    | Nazarian (BUL) W 3-1  | Tengizbayev (KAZ) W 3-0 |                      |                       | Albiev (RUS) L 3-0               |
| Farid Mansurov             | Grekisk-romersk stil, lättvikt      |                         | Vardanyan (UKR) L 3-0  | Gick inte vidare      | Gick inte vidare        | Gick inte vidare     | Gick inte vidare      | Gick inte vidare                 |
| Ilgar Abdulov              | Grekisk-romersk stil, weltervikt    | Tüfenk (TUR) W 3-1      | Samourgachev (RUS) L F | Gick inte vidare      | Gick inte vidare        | Gick inte vidare     | Gick inte vidare      | Gick inte vidare                 |
| Shalva Gadabadze           | Grekisk-romersk stil, mellanvikt    |                         | Achouri (TUN) W 3-0    | Fodor (HUN) L 3-1     | Gick inte vidare        | Ma (CHN) L 3-1       | Gick inte vidare      | Gick inte vidare                 |
| Anton Botev                | Grekisk-romersk stil, supertungvikt | Saldadze (UZB) W 3-1    | Sjöberg (SWE) L 3-0    | Gick inte vidare      | Gick inte vidare        | Gick inte vidare     | Gick inte vidare      | Gick inte vidare                 |

Damer
| Idrottare       | Klass               | Kvalomgång           | Åttondelsfinal       | Kvartsfinal          | Semifinal            | Bronsomgång Runda 1  | Bronsomgång Runda 2  | Final                           |
| Idrottare       | Klass               | Motståndare Resultat | Motståndare Resultat | Motståndare Resultat | Motståndare Resultat | Motståndare Resultat | Motståndare Resultat | Motståndare Resultat            |
| --------------- | ------------------- | -------------------- | -------------------- | -------------------- | -------------------- | -------------------- | -------------------- | ------------------------------- |
| Marija Stadnik  | Fristil, flugvikt   |                      | Huynh (CAN) L 3-1    | Gick inte vidare     | Gick inte vidare     | Gick inte vidare     | Kim (KOR) W 3-1      | Bronsfinal Bakatyuk (KAZ) W 3-1 |
| Yelena Komarova | Fristil, lättvikt   |                      | Golts (RUS) L 3-0    | Gick inte vidare     | Gick inte vidare     | Gick inte vidare     | Gick inte vidare     | Gick inte vidare                |
| Olesia Zamula   | Fristil, mellanvikt |                      | Icho (JPN) L 5-0     | Gick inte vidare     | Gick inte vidare     | Gick inte vidare     | Miller (USA) L 5-0   | Gick inte vidare                |

## Friidrott
- Huvudartikel: Friidrott vid olympiska sommarspelen 2008

Förkortningar
- Noteringar – Placeringarna avser endast löparens eget heat
- Q = Kvalificerad till nästa omgång
- q = Kvalificerade sig till nästa omgång som den snabbaste idrottaren eller, i fältgrenarna, via placering utan att uppnå kvalgränsen.
- NR = Nationellt rekord
- N/A = Omgången ingick inte i grenen
- Bye = Idrottaren behövde inte delta i denna omgång

Herrar
Bana och landsväg
| Idrottare      | Gren  | Heat     | Heat      | Kvartsfinal      | Kvartsfinal      | Semifinal        | Semifinal        | Final            | Final            |
| Idrottare      | Gren  | Resultat | Placering | Resultat         | Placering        | Resultat         | Placering        | Resultat         | Placering        |
| -------------- | ----- | -------- | --------- | ---------------- | ---------------- | ---------------- | ---------------- | ---------------- | ---------------- |
| Ruslan Abbasov | 100 m | 10,58    | 5         | Gick inte vidare | Gick inte vidare | Gick inte vidare | Gick inte vidare | Gick inte vidare | Gick inte vidare |
| Ramil Guliyev  | 200 m | 20,78    | 2 Q       | 20,66            | 5                | Gick inte vidare | Gick inte vidare | Gick inte vidare | Gick inte vidare |

## Gymnastik
- Huvudartikel: Gymnastik vid olympiska sommarspelen 2008

### Rytmisk gymnastik
| Gymnast         | Gren         | Kval   | Kval     | Kval   | Kval   | Kval   | Kval             | Final            | Final            | Final            | Final            | Final            | Final     |
| Gymnast         | Gren         | Rep    | Tunnband | Käglor | Band   | Total  | Placering        | Rep              | Tunnband         | Käglor           | Band             | Totalt           | Placering |
| --------------- | ------------ | ------ | -------- | ------ | ------ | ------ | ---------------- | ---------------- | ---------------- | ---------------- | ---------------- | ---------------- | --------- |
| Alija Garajeva  | Individuellt | 17,875 | 16,850   | 17,625 | 16,850 | 69,200 | 7 Q              | 17,750           | 18,075           | 17,225           | 16,625           | 69,675           | 6         |
| Dinara Gimatova | 16,275       | 16,775 | 16,600   | 16,875 | 66,525 | 11     | Gick inte vidare | Gick inte vidare | Gick inte vidare | Gick inte vidare | Gick inte vidare | Gick inte vidare |           |

| Gymnast                                                                                   | Gren  | Kval  | Kval                | Kval   | Kval      | Final | Final               | Final  | Final     |
| Gymnast                                                                                   | Gren  | 5 rep | 3 tunnband 2 käglor | Totalt | Placering | 5 rep | 3 tunnband 2 käglor | Total  | Placering |
| ----------------------------------------------------------------------------------------- | ----- | ----- | ------------------- | ------ | --------- | ----- | ------------------- | ------ | --------- |
| Anna Bitieva Dina Gorina Vafa Husejnova Anastasija Prasolova Alina Trepina Valerija Jegaj | Trupp | 15575 | 15,875              | 31,450 | 8 Q       | 16075 | 15.,500             | 31,575 | 7         |

## Judo
Herrar
| Idrottare        | Gren                     | Inledande omgång     | Sextondelsfinal               | Åttondelsfinal                 | Kvartsfinal                  | Semifinal                    | Återkval 1                | Återkval 2               | Återkval 3           | Final / BM                   | Final / BM       |
| Idrottare        | Gren                     | Motståndare Resultat | Motståndare Resultat          | Motståndare Resultat           | Motståndare Resultat         | Motståndare Resultat         | Motståndare Resultat      | Motståndare Resultat     | Motståndare Resultat | Motståndare Resultat         | Placering        |
| ---------------- | ------------------------ | -------------------- | ----------------------------- | ------------------------------ | ---------------------------- | ---------------------------- | ------------------------- | ------------------------ | -------------------- | ---------------------------- | ---------------- |
| Ramil Gasimov    | Halv lättvikt (-66 kg)   | BYE                  | Gadanov (RUS) L 0101–0120     | Gick inte vidare               | Gick inte vidare             | Gick inte vidare             | Gick inte vidare          | Gick inte vidare         | Gick inte vidare     | Gick inte vidare             | Gick inte vidare |
| Elnur Mammadli   | Lättvikt (-73 kg)        | i.u.                 | van Tichelt (BEL) W 1000–0000 | Siamionau (BLR) W 1001–0001    | Kim C-S (PRK) W 0200–0000    | Maloumat (IRI) W 1000–0000   | BYE                       | BYE                      | BYE                  | Wang K-C (KOR) W 1000–0000   | 1                |
| Mehman Azizov    | Halv mellanvikt (-81 kg) | BYE                  | Bischof (GER) L 0011–0020     | Gick inte vidare               | Gick inte vidare             | Gick inte vidare             | Stevens (USA) L 0001–0200 | Gick inte vidare         | Gick inte vidare     | Gick inte vidare             | Gick inte vidare |
| Elkhan Mammadov  | Mellanvikt (-90 kg)      | i.u.                 | Asranqulov (TJK) W 0011–0000  | Nabiev (UZB) W 0110–0010       | Tsirekidze (GEO) L 0000–1000 | Gick inte vidare             | BYE                       | Mesbah (EGY) L 0010–0011 | Gick inte vidare     | Gick inte vidare             | Gick inte vidare |
| Movlud Miraliyev | Halv tungvikt (-100 kg)  | i.u.                 | Azzoun (ALG) W 1000–0001      | Zhorzholiani (GEO) W 1010–0000 | Brata (ROU) W 0110–0000      | Naidangiin (MGL) L 0010–0120 | BYE                       | BYE                      | BYE                  | Matyjaszek (POL) W 0110–0001 | 3                |

Damer
| Idrottare        | Gren              | Sextondelsfinal      | Åttondelsfinal         | Kvartsfinal          | Semifinal            | Återkval 1           | Återkval 2           | Återkval 3           | Final / BM           | Final / BM       |
| Idrottare        | Gren              | Motståndare Resultat | Motståndare Resultat   | Motståndare Resultat | Motståndare Resultat | Motståndare Resultat | Motståndare Resultat | Motståndare Resultat | Motståndare Resultat | Placering        |
| ---------------- | ----------------- | -------------------- | ---------------------- | -------------------- | -------------------- | -------------------- | -------------------- | -------------------- | -------------------- | ---------------- |
| Kifayat Gasimova | Lättvikt (-57 kg) | BYE                  | Sato (JPN) L 0100–1001 | Gick inte vidare     | Gick inte vidare     | Gick inte vidare     | Gick inte vidare     | Gick inte vidare     | Gick inte vidare     | Gick inte vidare |

## Ridsport

### Hoppning
| Ryttare       | Häst              | Gren                 | Kval     | Kval      | Kval       | Kval       | Kval       | Kval             | Kval             | Kval             | Final            | Final            | Final            | Final            | Final            | Totalt           | Totalt           |
| Ryttare       | Häst              | Gren                 | Omgång 1 | Omgång 1  | Omgång 2   | Omgång 2   | Omgång 2   | Omgång 3         | Omgång 3         | Omgång 3         | Omgång A         | Omgång A         | Omgång B         | Omgång B         | Omgång B         | Totalt           | Totalt           |
| Ryttare       | Häst              | Gren                 | Straff   | Placering | Straff     | Totalt     | Placering  | Straff           | Totalt           | Placering        | Straff           | Placering        | Straff           | Totalt           | Placering        | Straff           | Placering        |
| ------------- | ----------------- | -------------------- | -------- | --------- | ---------- | ---------- | ---------- | ---------------- | ---------------- | ---------------- | ---------------- | ---------------- | ---------------- | ---------------- | ---------------- | ---------------- | ---------------- |
| Jamal Rahimov | Ionesco De Brekka | Individuell hoppning | 1        | =14       | Eliminerad | Eliminerad | Eliminerad | Gick inte vidare | Gick inte vidare | Gick inte vidare | Gick inte vidare | Gick inte vidare | Gick inte vidare | Gick inte vidare | Gick inte vidare | Gick inte vidare | Gick inte vidare |

## Simning
- Huvudartikel: Simning vid olympiska sommarspelen 2008

## Skytte
- Huvudartikel: Skytte vid olympiska sommarspelen 2008

## Taekwondo
| Idrottare      | Gren             | Åttondelsfinaler     | Kvartsfinaler           | Semifinaer           | Återkval             | Bronsmatch           | Final                | Final     |
| Idrottare      | Gren             | Motståndare Resultat | Motståndare Resultat    | Motståndare Resultat | Motståndare Resultat | Motståndare Resultat | Motståndare Resultat | Placering |
| -------------- | ---------------- | -------------------- | ----------------------- | -------------------- | -------------------- | -------------------- | -------------------- | --------- |
| Rasjad Ahmadov | Herrarnas −80 kg | Sarhan (QAT) W 5–0   | Michaud (CAN) W 0–0 SUP | Saei (IRI) L 1–4     | Bye                  | S Lopez (USA) L 2–3  | Gick inte vidare     | 5         |

## Tyngdlyftning
- Huvudartikel: Tyngdlyftning vid olympiska sommarspelen 2008